# Liste der militärischen Einheiten in der Notitia dignitatum
Die Liste der militärischen Einheiten in der Notitia dignitatum umfasst alle militärischen Einheiten der römischen Armee, die in der Notitia dignitatum aufgeführt sind. Die Liste ist (noch nicht) vollständig.

## Alae
| Name                                 | Beschreibung                        | Abschnitt                              | Stationierungsorte                 |
| ------------------------------------ | ----------------------------------- | -------------------------------------- | ---------------------------------- |
| Ala octava …                         | 8. Ala …                            | Orientis XXXI: Dux Thebaidos           | Abydum-Abocedo                     |
| Ala prima Abasgorum                  | 1. Ala Abasgorum                    | Orientis XXXI                          | Hibeos-Oaseos maioris, Oasi maiore |
| Ala prima Aegyptiorum                | 1. Ala der Ägypter                  | Orientis XXVIII: Comes limitis Aegypti | Selle                              |
| Ala secunda Aegyptiorum              | 2. Ala der Ägypter                  | Orientis XXVIII                        | Tacasiria                          |
| Ala secunda nova Aegyptiorum         | 2. Ala die Neue der Ägypter         | Orientis XXXVI: Dux Mesopotamiae       | Cartha                             |
| Ala prima Alamannorum                | 1. Ala der Alamannen                | Orientis XXXII: Dux Foenicis           | Neia                               |
| Ala Antana dromedariorum             | Ala Antana dromedariorum            | Orientis XXXIV: Dux Palaestinae        | Admatha                            |
| Ala Apriana                          | Ala Apriana                         | Orientis XXVIII                        | Hipponos                           |
| Ala tertia Arabum                    | 3. Ala Arabum                       | Orientis XXVIII                        | Thenenuthi                         |
| Ala Arcadiana nuper constituta       | Ala Arcadiana nuper constituta      | Orientis XXVIII                        |                                    |
| Ala secunda Armeniorum               | 2. Ala Armeniorum                   | Orientis XXVIII                        | Oasi minore                        |
| Ala secunda Assyriorum               | 2. Ala Assyriorum                   | Orientis XXVIII                        | Sosteos                            |
| Ala prima Asturum                    | 1. Ala der Asturer                  | Occidentis XL: Dux Britanniarum        | Conderco                           |
| Ala secunda Asturum                  | 2. Ala der Asturer                  | Occidentis XL                          | Cilurno                            |
| Ala prima Augusta Colonorum          | 1. Ala die Augusteische Colonorum   | Orientis XXXVIII: Dux Armeniae         | Chiaca                             |
| Ala Auriana                          | Ala Auriana                         | Orientis XXXVIII                       | Dascusa                            |
| Ala quarta Britonum                  | 4. Ala der Briten                   | Orientis XXXI                          | Isiu                               |
| Ala castello Tablariensi constituta  | Ala …                               | Orientis XXXVIII                       |                                    |
| Ala Constantiana                     | Ala Constantiana                    | Orientis XXXIV                         | Toloha                             |
| Ala secunda Constantiana             | 2. Ala Constantiana                 | Orientis XXXVII: Dux Arabiae           | Libona                             |
| Ala prima Damascena                  | 1. Ala Damascena                    | Orientis XXXII                         | Monte Iovis                        |
| Ala noun Diocletiana                 | Ala noun Diocletiana                | Orientis XXXII                         | Veriaraca                          |
| Ala prima nova Diocletiana           | 1. Ala die Neue Diocletiana         | Orientis XXXV: Dux Osrhoenae           | inter Thannurin et Horobam         |
| Ala tertia dromedariorum             | 3. Ala dromedariorum                | Orientis XXXI                          | Maximianopoli                      |
| Ala prima Foenicum                   | 1. Ala Foenicum                     | Orientis XXXII                         | Rene                               |
| Ala quintadecima Flavia Carduenorum  | 15. Ala die Flavische der Carduener | Orientis XXXVI                         | Caini                              |
| Ala octava Flavia Francorum          | 8. Ala die Flavische der Franken    | Orientis XXXVI                         | Ripaltha                           |
| Ala prima Flavia Raetorum            | 1. Ala die Flavische der Raeter     | Occidentis XXXV: Dux Raetiae           | Quintanis                          |
| Ala prima Francorum                  | 1. Ala der Franken                  | Orientis XXXI Orientis XXXII           | contra Apollonos Cunna             |
| Ala secunda Gallorum                 | 2. Ala der Gallier                  | Orientis XXXVIII                       | Aeliana                            |
| Ala Germanorum                       | Ala der Germanen                    | Orientis XXXI                          | Pescla                             |
| Ala Herculea                         | Ala Herculea                        | Occidentis XXVI: Comes Tingitaniae     | Tamuco                             |
| Ala prima Herculea                   | 1. Ala Herculea                     | Occidentis XL                          | Olenaco                            |
| Ala prima Herculia                   | 1. Ala Herculia                     | Orientis XXVIII                        | Scenas extra Gerasa                |
| Ala prima nova Herculia              | 1. Ala die Neue Herculia            | Orientis XXXIII: Dux Syriae            | Ammuda                             |
| Ala secunda Herculia dromedariorum   | 2. Ala Herculia dromedariorum       | Orientis XXXI                          | Psinaula                           |
| Ala septima Herculia voluntaria      | 7. Ala Herculia voluntaria          | Orientis XXXI                          | contra Lata                        |
| Ala prima Hiberorum                  | 1. Ala Hiberorum                    | Orientis XXXI                          | Thmou                              |
| Ala secunda Hispanorum               | 2. Ala der Hispanier                | Orientis XXXI                          | Poisrietemidos                     |
| Ala sexta Hispanorum                 | 6. Ala der Hispanier                | Orientis XXXVII                        | Gomoha                             |
| Ala Idiota constituta                | Ala Idiota constituta               | Orientis XXXIV                         |                                    |
| Ala prima Iovia catafractariorum     | 1. Ala Iovia der Catafracten        | Orientis XXXI                          | Pampane                            |
| Ala prima Iovia felix                | 1. Ala Iovia die Glückliche         | Orientis XXXVIII                       | Chaszanenica                       |
| Ala prima Iuthungorum                | 1. Ala der Iuthungen                | Orientis XXXIII                        | Salutaria                          |
| Ala secunda Miliarensis              | 2. Ala Miliarensis                  | Orientis XXXVII                        | Naarsafari                         |
| Ala prima miliara                    | 1. Ala miliaria                     | Orientis XXXIV                         | Hasta                              |
| Ala nona miliaria                    | 9. Ala miliaria                     | Orientis XXXVII                        | Auatha                             |
| Ala Neptunia                         | Ala Neptunia                        | Orientis XXXI                          | Chenoboscia                        |
| Ala secunda Paflagonum               | 2. Ala aus Paphlagonien             | Orientis XXXV                          | Thillafica                         |
| Ala octava Palmyrenorum              | 8. Ala aus Palmyra                  | Orientis XXXI                          | Foenicionis                        |
| Ala prima Parthorum                  | 1. Ala der Parther                  | Orientis XXXV                          | Resaia                             |
| Ala quinta Praelectorum              | 5. Ala Praelectorum                 | Orientis XXVIII                        | Dionisiada                         |
| Ala prima praetoria nuper constituta | 1. Ala praetoria …                  | Orientis XXXVIII                       |                                    |
| Ala Petriana                         | Ala des Petra                       | Occidentis XL                          | Petrianis                          |
| Ala prima Quadorum                   | 1. Ala Quadorum                     | Orientis XXXI                          | Oasi minore – Trimtheos            |
| Ala quinta Raetorum                  | 5. Ala der Raeter                   | Orientis XXVIII                        | Scenas Veteranorum                 |
| Ala Rizena                           | Ala Rizena                          | Orientis XXXVIII                       | Aladaleariza                       |
| Ala prima salutaria                  | 1. Ala salutaria                    | Orientis XXXV                          | Duodecimo constituta               |
| Ala secunda Salutis                  | 2. Ala Salutis                      | Orientis XXXII                         | Arefa                              |
| Ala septima Sarmatarum               | 7. Ala der Sarmaten                 | Orientis XXVIII                        | Scenas Mandrorum                   |
| Ala prima Saxonum                    | 1. Ala der Saxen                    | Orientis XXXII                         | Verofabula                         |
| Ala prima miliaria Sebastena         | 1. Ala miliaria Sebastena           | Orientis XXXIV                         | Asuada                             |
| Ala Sirmensis                        | Ala Sirmensis                       | Occidentis XXXII: Dux Pannoniae        | Sirmi                              |
| Ala Theodosiana                      | Ala Theodosiana                     | Orientis XXXVIII                       | apud Auaxam                        |
| Ala Theodosiana nuper constituta     | Ala Theodosiana nuper constituta    | Orientis XXVIII                        |                                    |
| Ala felix Theodosiana                | Ala die Glückliche Theodosiana      | Orientis XXXVIII                       | Siluanis                           |
| Ala prima felix Theodosiana          | 1. Ala die Glückliche Theodosiana   | Orientis XXXVIII                       | Pithiae                            |
| Ala prima Tingitana                  | 1. Ala Tingitana                    | Orientis XXVIII                        | Thinunepis                         |
| Ala secunda Ulpia Afrorum            | 2. Ala die Ulpische Afrorum         | Orientis XXVIII                        | Thaubasteos                        |
| Ala prima Ulpia Dacorum              | 1. Ala die Ulpische der Daker       | Orientis XXXVIII                       | Suissa                             |
| Ala prima Valentiana                 | 1. Ala Valentiana                   | Orientis XXXVII                        | Thainatha                          |
| Ala secunda felix Valentiana         | 2. Ala die Glückliche Valentiana    | Orientis XXXIV                         | apud Praesidium                    |
| Ala secunda felix Valentiniana       | 2. Ala die Glückliche Valentiniana  | Orientis XXXVII                        | apud Adittha                       |
| Ala prima Valeria dromedariorum      | 1. Ala Valeria dromedariorum        | Orientis XXXI                          | Precteos                           |
| Ala septima Valeria praelectorum     | 7. Ala Valeria praelectorum         | Orientis XXXV                          | Thillacama                         |
| Ala secunda Valeria Sequanorum       | 2. Ala Valeria der Sequaner         | Occidentis XXXV                        | Vimania                            |
| Ala secunda Valeria singularis       | 2. Ala Valeria singularis           | Occidentis XXXV                        | Vallatio                           |
| Ala octava Vandilorum                | 8. Ala Vandilorum                   | Orientis XXVIII                        | Nee                                |
| Ala veterana Gallorum                | Ala die Altgediente der Gallier     | Orientis XXVIII                        | Rinocoruna                         |
| Ala prima Victoriae                  | 1. Ala Victoriae                    | Orientis XXXV                          | Touia-contra Bintha                |

1. 1 2 3 4 5 6 7  Literatur: Michael Alexander Speidel: The Development of the Roman Forces in Northeastern Anatolia. New evidence for the history of the exercitus Cappadocicus. In: Michael Alexander Speidel: Heer und Herrschaft im Römischen Reich der Hohen Kaiserzeit. Stuttgart 2009, S. 595–631, hier S. 597–599 (Online).

## Cohortes
| Name                                    | Beschreibung                                   | Abschnitt | Stationierungsorte |
| --------------------------------------- | ---------------------------------------------- | --- | --- |
| Cohors                                  | Kohorte                                        | Occidentis XXVI: Comes Tingitaniae Occidentis XXXIII: Dux provinciae Valeriae Occidentis XXXIV: Dux Pannoniae primae Orientis XXXVIII: Dux Armeniae | Sala ad burgum Centenarium, Alesacae, Iovia, Marinanae, quadriborgio, Vincentiae Arrianis, Austuris, Boiodoro, Cannabiaca, Caratensis Mochora |
| Cohors secunda Aegyptiorum              | 3. Kohorte der Ägypter                         | Orientis XXXII: Dux Foenicis | Valle Diocletiana |
| Cohors prima Aelia classica             | 1. Kohorte die Aelische der Flottenangehörigen | Occidentis XL: Dux Britanniarum | Tunnocelo |
| Cohors prima Aelia Dacorum              | 1. Kohorte die Aelische der Daker              | Occidentis XL | Amboglanna |
| Cohors prima agentenaria                | 1. Kohorte agentenaria                         | Orientis XXXIV: Dux Palaestinae | Tarba |
| Cohors quinta pacta Alamannorum         | 5. Kohorte pacta der Alamannen                 | Orientis XXXII | Oneuatha |
| Cohors nona Alamannorum                 | 9. Kohorte der Alamannen                       | Orientis XXXI: Dux Thebaidos | Burgo Severi |
| Cohors tertia Alpinorum                 | 3. Kohorte der Alpenbewohner                   | Occidentis XXXII: Dux Pannoniae Orientis XXXVII: Dux Arabiae                                                                                        | Sisciae apud Arnona |
| Cohors tertia Alpinorum Dardanorum      | 3. Kohorte der Alpenbewohner der Dardaner      | Occidentis XXXII | |
| Cohors prima Apamenorum                 | 1. Kohorte aus Apameia                         | Orientis XXXI | Silili |
| Cohors Apuleia civium Romanorum         | Kohorte aus Apulien                            | Orientis XXXVIII | Ysiporto |
| Cohors tertia felix Arabum              | 3. Kohorte die Glückliche Arabum               | Orientis XXXVII | in ripa Vade Afaris Fluvii in castris Arnonensibus                                                                                            |
| Cohors quinquagenaria Arabum            | 50. Kohorte Arabum                             | Orientis XXXVI: Dux Mesopotamiae | Bethallaha |
| Cohors prima nova Armoricana            | 1. Kohorte die Neue Armoricana                 | Occidentis XXXVII: Dux tractus Armoricani | Grannona in litore Saxonico |
| Cohors prima Asturum                    | 1. Kohorte der Asturer                         | Occidentis XL | Aesica |
| Cohors secunda Astarum                  | 2. Kohorte Astarum                             | Orientis XXVIII: Comes limitis Aegypti | Busiris |
| Cohors tertia Asturum                   | 3. Kohorte der Asturer                         | Occidentis XXVI | Tabernas |
| Cohors prima Augusta Pannoniorum        | 1. Kohorte die Augusteische der Pannonier      | Orientis XXVIII | Tohu |
| Cohors prima Aureliana                  | 1. Kohorte Aureliana                           | Orientis XL: Dux Moesiae secundae | sub Radice-Viamata |
| Cohors prima Batavorum                  | 1. Kohorte der Bataver                         | Occidentis XL | Procolitia |
| Cohors nova Batavorum                   | Kohorte die Neue der Bataver                   | Occidentis XXXV: Dux Raetiae | Batavis |
| Cohors prima Baetasiorum                | 1. Kohorte der Baetaser                        | Occidentis XXVIII: Comes litoris Saxonici per Britanniam                                                                                            | Regulbio |
| Cohors miliaria Bosporiana              | Kohorte miliaria der Bosporaner                | Orientis XXXVIII | Arauraca |
| Cohors tertia Brittorum                 | 3. Kohorte der Briten                          | Occidentis XXXV | Abusina |
| Cohors decima Carthaginensis            | 10. Kohorte Carthaginensis                     | Orientis XXXIV | Cartha |
| Cohors undecima Chamauorum              | 11. Kohorte Chamauorum                         | Orientis XXXI | Peamu |
| Cohors prima Claudia equitata           | 1. Kohorte Claudia                             | Orientis XXXVIII | Sebastopolis |
| Cohors prima Cornoviorum                | 1. Kohorte der Kornen                          | Occidentis XL | Ponte Aeli |
| Cohors secunda Cretensis                | 2. Kohorte Cretensis                           | Orientis XXXIV | iuxta Iordanem fluvium |
| Cohors secunda Dalmatarum               | 2. Kohorte der Dalmater                        | Occidentis XL | Magnis |
| Cohors prima Epireorum                  | 1. Kohorte Epireorum                           | Orientis XXVIII | Castra Iudaeorum |
| Cohors prima equitata                   | 1. Kohorte teilberitten                        | Orientis XXXIV | Calamona |
| Cohors prima Eufratensis                | 1. Kohorte Eufratensis                         | Orientis XXXV: Dux Osrhoenae | Maratha |
| Cohors prima Flavia                     | 1. Kohorte die Flavische                       | Orientis XXXIV | Moleaatha |
| Cohors Friglensis                       | Kohorte Friglensis                             | Occidentis XXVI | Friglas |
| Cohors septima Francorum                | 7. Kohorte der Franken                         | Orientis XXXI | Diospoli |
| Cohors quarta Frygium                   | 4. Kohorte der Phryger                         | Orientis XXXIV | Praesidio |
| Cohors prima Gaetulorum                 | 1. Kohorte der Gaetuler                        | Orientis XXXV | Thillaamana |
| Cohors secunda Galatarum                | 2. Kohorte der Galater                         | Orientis XXXIV | Arieldela |
| Cohors tertia Galatarum                 | 3. Kohorte der Galater                         | Orientis XXVIII | Cefro |
| Cohors quarta Gallorum                  | 4. Kohorte der Gallier                         | Occidentis XL Orientis XL | Vindolana Ulucitra |
| Cohors miliaria Germanorum              | Kohorte miliaria der Germanen                  | Orientis XXXVIII | Sisila |
| Cohors prima Gotthorum                  | 1. Kohorte der Goten                           | Orientis XXXIII: Dux Syriae | Helela |
| Cohors secunda Gratiana                 | 2. Kohorte Gratiana                            | Orientis XXXIV | Iehibo |
| Cohors Herculea Pannoniorum             | Kohorte Herculea der Pannonier                 | Occidentis XXXV | Arbore |
| Cohors prima Herculea                   | 1. Kohorte Herculea                            | Occidentis XXVI | Aulucos |
| Cohors tertia Herculea Pannoniorum      | 3. Kohorte Herculea der Pannonier              | Occidentis XXXV | Caelio |
| Cohors prima Herculea Raetorum          | 1. Kohorte Herculea der Räter                  | Occidentis XXXV | Parroduno |
| Cohors tertia Herculia                  | 3. Kohorte Herculia                            | Orientis XXXII | Veranoca |
| Cohors prima Hispanorum                 | 1. Kohorte der Hispanier                       | Occidentis XL | Axeloduno |
| Cohors secunda Hispanorum               | 2. Kohorte der Hispanier                       | Occidentis XXVI | Tabernas |
| Cohors prima Iovia                      | 1. Kohorte Iovia                               | Occidentis XXXII | Leonatae |
| Cohors primae Ityraeorum                | 1. Kohorte aus Ituräa                          | Occidentis XXVI | Castrabarensis |
| Cohors secunda Ituraeorum               | 2. Kohorte aus Ituräa                          | Orientis XXXVIII | Aiy |
| Cohors prima Iulia lectorum             | 1. Kohorte Iulia lectorum                      | Orientis XXXII | Vale Alba |
| Cohors quarta Iuthungorum               | 4. Kohorte der Iuthungen                       | Orientis XXVIII | Affrodito |
| Cohors prima Lepidiana                  | 1. Kohorte Lepidiana                           | Orientis XXXVIII | Caene-Parembole |
| Cohors secunda Lingonum                 | 2. Kohorte der Lingonen                        | Occidentis XL | Congavata |
| Cohors quarta Lingonum                  | 4. Kohorte der Lingonen                        | Occidentis XL | Segeduno |
| Cohors prima Lusitanorum                | 1. Kohorte der Lusitaner                       | Orientis XXXI | Theraco |
| Cohors prima Morinorum                  | 1. Kohorte der Moriner                         | Occidentis XL | Glannibanta |
| Cohors tertia Nerviorum                 | 3. Kohorte der Nervier                         | Occidentis XL | Alione |
| Cohors sexta Nerviorum                  | 6. Kohorte der Nervier                         | Occidentis XL | Virosido |
| Cohors quarta Numidarum                 | 4. Kohorte der Numider                         | Orientis XXVIII | Narmunthi |
| Cohors prima Orientalis                 | 1. Kohorte Orientalis                          | Orientis XXXII | Thama |
| Cohors Pacatianensis                    | Kohorte Pacatianensis                          | Occidentis XXVI | Pacatiana |
| Cohors quarta Palaestinorum             | 4. Kohorte aus Syria Palaestina                | Orientis XXXIV | Thamana |
| Cohors quarta Raetorum                  | 4. Kohorte der Räter                           | Orientis XXXVIII | Analiba |
| Cohors sexta Valeria Raetorum           | 6. Kohorte der Räter                           | Occidentis XXXV | Venaxamodorum |
| Cohors secundorum reducum               | 2. Kohorte reducum                             | Orientis XLII: Dux Daciae ripensis | Siosta |
| Cohors sexta saginarum                  | 6. Kohorte saginarum                           | Orientis XXXI | in Castris Lapidariorum |
| Cohors prima sagittariorum              | 1. Kohorte der Bogenschützen                   | Orientis XXVIII | Naithu |
| Cohors prima salutaria                  | 1. Kohorte salutaria                           | Orientis XXXIV | inter Aeliam et Hierichunta |
| Cohors Scutata Civium Romanorum         | 1. Kohorte scutata der römischen Bürger        | Orientis XXXI | Mutheos |
| Cohors nova Sostica                     | 9. Kohorte Sostica                             | Orientis XLII | |
| Cohors quinta Suentium                  | 5. Kohorte Suentium                            | Orientis XXXI | Suene |
| Cohors prima Theodosiana                | 1. Kohorte Theodosiana                         | Orientis XXXVIII | Valentia |
| Cohors prima felix Theodosiana          | 1. Kohorte die Glückliche Theodosiana          | Orientis XXXI | apud Elephantinem |
| Cohors prima Thracum                    | 1. Kohorte der Thraker                         | Orientis XXXVII | Asabaia |
| Cohors prima Thracum civium Romanorum   | 1. Kohorte der Thraker der römischen Bürger    | Occidentis XXXII | Caput Basensis |
| Cohors prima miliaria Thracum           | 1. Kohorte miliaria der Thraker                | Orientis XXXVII | Adtitha |
| Cohors secunda Thracum                  | 2. Kohorte der Thraker                         | Occidentis XL Orientis XXXVIII | Gabrosenti Muson |
| Cohors prima Tungrorum                  | 1. Kohorte der Tungrer                         | Occidentis XL | Borcovicio |
| Cohors nona Tzanorum                    | 9. Kohorte Tzanorum                            | Orientis XXXI | Nitnu |
| Cohors prima Ulpia Dacorum              | 1. Kohorte die Ulpische der Daker              | Orientis XXXIII | Claudiana |
| Cohors tertia Ulpia miliaria Petraeorum | 3. Kohorte die Ulpische miliaria aus Petra     | Orientis XXXVIII | Metita |
| Cohors secunda Valentiana               | 2. Kohorte Valentiana                          | Orientis XXXVIII | Ziganne |
| Cohors tertia Valeria                   | 3. Kohorte Valeria                             | Orientis XXXIII | Marmantharum |
| Cohors duodecima Valeria                | 12. Kohorte Valeria                            | Orientis XXXIV | Afro |
| Cohors tertia Valeria Bacarum           | 3. Kohorte Valeria Bacarum                     | Orientis XL | Drasdea |
| Cohors quinta Valeria Frygum            | 5. Kohorte Valeria Frygum                      | Occidentis XXXV | Pinianis |
| Cohors sexta Valeria Raetorum           | 6. Kohorte Valeria der Räter                   | Occidentis XXXV | Venaxamodorum |
| Cohors quartadecima Valeria Zabdenorum  | 14. Kohorte Valeria Zabdenorum                 | Orientis XXXVI | Maiocariri |
| Cohors prima victorum                   | 1. Kohorte victorum                            | Orientis XXXIII | Ammattha |
| Cohors octava voluntaria                | 8. Kohorte voluntaria                          | Orientis XXXVII | Ualtha |

1. 1 2 3  Literatur: Michael Alexander Speidel: The Development of the Roman Forces in Northeastern Anatolia. New evidence for the history of the exercitus Cappadocicus. In: Michael Alexander Speidel: Heer und Herrschaft im Römischen Reich der Hohen Kaiserzeit. Stuttgart 2009, S. 595–631, hier S. 598–599 (Online).

## Cunei
| Name                                         | Beschreibung                               | Abschnitt                                                                                            | Stationierungsorte                                                           |
| -------------------------------------------- | ------------------------------------------ | --- | ---------------------------------------------------------------------------- |
| Cuneus equitum Arcadum                       | Cuneus der Reiter Arcadum                  | Orientis XXXIX: Dux Scythiae                                                                         | Talamonio                                                                    |
| Cuneus equitum armigerorum                   | Cuneus der Reiter armigerorum              | Orientis XXXIX Orientis XL: Dux Moesiae secundae                                                     | Aegissos Sexagintaprista                                                     |
| Cuneus equitum catafractariorum              | Cuneus der Reiter der Catafracten          | Orientis XXXIX                                                                                       | Arubio                                                                       |
| Cuneus equitum Constantacorum                | Cuneus der Reiter Constantacorum           | Orientis XLI: Dux Moesiae primae                                                                     | Talamonio                                                                    |
| Cuneus equitum Constantianorum               | Cuneus der Reiter Constantianorum          | Occidentis XXXII: Dux Pannoniae Occidentis XXXIII: Dux provinciae Valeriae                           | Burgenas Lusionio, nunc Intercisa                                            |
| Cuneus equitum Constantinianorum             | Cuneus der Reiter Constantinianorum        | Orientis XLII: Dux Daciae ripensis                                                                   | Uto                                                                          |
| Cuneus equitum constantium                   | Cuneus der Reiter constantium              | Occidentis XXXII                                                                                     | Aciminci                                                                     |
| Cuneus equitum Dalmatarum                    | Cuneus der Reiter der Dalmater             | Occidentis XXXII Occidentis XXXIII Occidentis XXXIV: Dux Pannoniae primae Orientis XLI Orientis XLII | Teutiborgio Intercisa Flexo Aureomonto, Cuppis, Pinco Augustae, Varina       |
| Cuneus equitum Dalmatarum Divitensium        | Cuneus der Reiter der Dalmater Divitensium | Orientis XLII                                                                                        | Dortico, Drobeta                                                             |
| Cuneus equitum Dalmatarum Fortensium         | Cuneus der Reiter der Dalmater Fortensium  | Orientis XLII                                                                                        | Bononia                                                                      |
| Cuneus equitum Fortensium                    | Cuneus der Reiter Fortensium               | Occidentis XXXIII                                                                                    | Altino                                                                       |
| Cuneus equitum Italicianorum                 | Cuneus der Reiter Italicianorum            | Occidentis XXXII                                                                                     | Secundarum                                                                   |
| Cuneus equitum Maurorum scutariorum          | Cuneus der Reiter der Mauren scutariorum   | Orientis XXXI: Dux Thebaidos                                                                         | Lico                                                                         |
| Cuneus equitum promotorum                    | Cuneus der Reiter promotorum               | Occidentis XXXII Orientis XLI                                                                        | Cuccis Flaviana, Viminacio                                                   |
| Cuneus equitum sagittariorum                 | Cuneus der Reiter der Bogenschützen        | Orientis XLI                                                                                         | Laedenatae, Tricornio                                                        |
| Cuneus equitum scutariorum (bzw. scutatorum) | Cuneus der Reiter scutariorum              | Occidentis XXXII Occidentis XXXIII Orientis XXXI Orientis XXXIX Orientis XL Orientis XLII            | Cornacii Solue Hermupoli Sacidaua Appiaria, Latius, Securisca Aegetae, Cebro |
| Cuneus equitum secundorum armigerorum        | Cuneus der Reiter secundorum armigerorum   | Orientis XL                                                                                          | Tegra                                                                        |
| Cuneus equitum Solensium                     | Cuneus der Reiter Solensium                | Orientis XXXIX Orientis XL                                                                           | Capidaua Dimo                                                                |
| Cuneus equitum stablesianorum                | Cuneus der Reiter stablesianorum           | Occidentis XXXIII Occidentis XXXIV Orientis XXXIX Orientis XL Orientis XLII                          | Ripa Alta, nunc Conradcuha Arrabona Bireo, Cii Sucidava Almo                 |
| Cuneus Sarmatarum                            | Cuneus der Sarmaten                        | Occidentis XL: Dux Britanniarum                                                                      | Bremetenraco                                                                 |

1. ↑  In Occidentis XXXIII wird statt scutariorum die Variante scutatorum verwendet.

## Equites
| Name                                      | Beschreibung                                 | Abschnitt | Stationierungsorte |
| ----------------------------------------- | -------------------------------------------- | --- | --- |
| Equites catafractariorum                  | Reiter der Catafracten                       | Occidentis XL: Dux Britanniarum | Morbio |
| Equites Crispianorum                      | Reiter Crispianorum                          | Occidentis XL | Dano |
| Equites Dalmatae                          | Reiter Dalmatae                              | Occidentis XXXII: Dux Pannoniae Occidentis XXXIII: Dux provinciae Valeriae Occidentis XXXIV: Dux Pannoniae primae Occidentis XXXVIII: Dux Belgicae secundae | Albano, Bonoriae, Burgentas, Cornaco, Cusi, Novas, Ricti Ad Herculem, Ad Statuas, Adnamantia, Campona, Cirpi, Constantiae, Florentiae, Lussonio, Odiabo, Ripa Alta, Vetusalinae Ad Herculem, Aequinoctiae, Ala Nova, Arlape, Augustianis Marcis in litore Saxonico |
| Equites Dalmatae Illyriciani              | Reiter Dalmatae Illyriciani                  | Orientis XXXII: Dux Foenicis Orientis XXXIII: Dux Syriae Orientis XXXIV: Dux Palaestinae Orientis XXXV: Dux Osrhoenae Orientis XXXVII: Dux Arabiae          | Lataui Barbalisso Benosabae Ganaba Ziza |
| Equites Dalmatarum                        | Reiter der Dalmater                          | Occidentis XL | Praesidio |
| Equites Dalmatarum Branodunensium         | Reiter der Dalmater Branodunensium           | Occidentis XXVIII: Comes litoris Saxonici per Britanniam | Branoduno |
| Equites ducatores Illyriciani             | Reiter ducatores Illyriciani                 | Orientis XXXVI: Dux Mesopotamiae | Amidae |
| Equites Flavianenses                      | Reiter Flavianenses                          | Occidentis XXXIII | Ad Militare |
| Equites felices Honoriani                 | Reiter die Glücklichen Honoriani             | Orientis XXXI: Dux Thebaidos | Asfynis |
| Equites felices Honoriani Illyriciani     | Reiter die Glücklichen Honoriani Illyriciani | Orientis XXXVI | Constantia |
| Equites Mauri                             | Reiter Mauri                                 | Occidentis XXXIII Occidentis XXXIV | Solua Quadrato |
| Equites Mauri Illyriciani                 | Reiter Mauri Illyriciani                     | Orientis XXXII Orientis XXXIII Orientis XXXIV Orientis XXXV Orientis XXXVII                                                                                 | Otthara Neocaesereae Aeliae Dabana Areopoli |
| Equites primi Osrhoeni                    | Reiter primi Osrhoeni                        | Orientis XXXV | Rasin |
| Equites primi felices Palaestini          | Reiter primi felices Palaestini              | Orientis XXXIV | Sabure siue Veterocariae |
| Equites promoti                           | Reiter promoti                               | Occidentis XXXII Occidentis XXXIII Occidentis XXXIV | Tauruno, Teutibarcio Crumero, Matrice Ad Mauros, Arrabona, Comagenis, Flexo |
| Equites promoti Illyriciani               | Reiter promoti Illyriciani                   | Orientis XXXIII Orientis XXXIV Orientis XXXV Orientis XXXVI Orientis XXXVII                                                                                 | Occariba Menochiae Callinico Resain-Theodosiopoli Tricomia |
| Equites promoti indigenae                 | Reiter promoti indigenae                     | Orientis XXXI Orientis XXXII Orientis XXXIII Orientis XXXIV Orientis XXXV Orientis XXXVI Orientis XXXVII                                                    | Auatha, Nazala, Saltatha Adada, Rosafa Sabaiae, Zodocathae Banasam, Sina Iudaeorum Apadna, Constantina Mefa, Speluncis |
| Equites sagittarii                        | Reiter Bogenschützen                         | Occidentis XXXII Occidentis XXXIII Occidentis XXXIV Orientis XXXIII Orientis XXXVIII: Dux Armeniae                                                          | Acimirci, Cuccis Altino nunc in burgo contra Florentiam, Intercisa Gerolate, Lacufelicis, Lentiae, Quadriburgio Acadama, Acauatha Domana, Sabbu |
| Equites sagittari indigenae               | Reiter Bogenschützen indigenae               | Orientis XXXI Orientis XXXII Orientis XXXIII Orientis XXXIV Orientis XXXV Orientis XXXVI Orientis XXXVII                                                    | Copto, Diospoli, Lato, Maximianopoli, Tentira Abina, Adatha, Calamona, Casama Anatha, Matthana Hauanae, Moahile, Robatha, Zoarae Oraba, Thillazamana Thannuri Dia-Fenis, Gadda                                                                                     |
| Equites sagittarii indigenae Arabanenses  | Reiter Bogenschützen indigenae Arabanenses   | Orientis XXXVI | Mefana-Cartha |
| Equites sagittarii indigenae Medianenses  | Reiter Bogenschützen indigenae Medianenses   | Orientis XXXV | Mediana |
| Equites sagittarii indigenae Thibithenses | Reiter Bogenschützen indigenae Thibithenses  | Orientis XXXVI | Thilbisme |
| Equites Saraceni                          | Reiter Saraceni                              | Orientis XXXII | Thelsee |
| Equites Saraceni indigenae                | Reiter Saraceni indigenae                    | Orientis XXXII | Betproclis |
| Equites Saraceni Thamudeni                | Reiter Saraceni Thamudeni                    | Orientis XXVIII: Comes limitis Aegypti | Scenas Veteranorum |
| Equites scutarii Illyriciani              | Reiter scutarii Illyriciani                  | Orientis XXXII Orientis XXXIII Orientis XXXIV Orientis XXXVI Orientis XXXVII                                                                                | Euhari Serianae Chermulae Amidae Motha |
| Equites scutarii indigenae Pafenses       | Reiter scutarii indigenae Pafenses           | Orientis XXXVI | Assara |
| Equites stablesiani                       | Reiter stablesiani                           | Orientis XXVIII | Pelusio |
| Equites stablesiani iuniores              | Reiter stablesiani iuniores                  | Occidentis XXXV: Dux Raetiae | Ponte Aoni nunc Febians, Submuntorio |
| Equites stablesiani seniores              | Reiter stablesiani seniores                  | Occidentis XXXV | Augustanis |
| Equites stablesianorum Gariannonensium    | Reiter stablesianorum Gariannonensium        | Occidentis XXVIII | Gariannonor |
| Equites Thamudeni Illyriciani             | Reiter Thamudeni Illyriciani                 | Orientis XXXIV | Birsama |

1. ↑  Literatur: Michael Alexander Speidel: The Development of the Roman Forces in Northeastern Anatolia. New evidence for the history of the exercitus Cappadocicus. In: Michael Alexander Speidel: Heer und Herrschaft im Römischen Reich der Hohen Kaiserzeit. Stuttgart 2009, S. 595–631, hier S. 597 (Online).

## Legiones
| Name                                       | Beschreibung                           | Abschnitt                                                           | Stationierungsorte                                                         |
| ------------------------------------------ | -------------------------------------- | ------------------------------------------------------------------- | -------------------------------------------------------------------------- |
| Legio                                      | Legion                                 | Occidentis XXXIII: Dux provinciae Valeriae                          | Transiacinco                                                               |
| Legio prima Adiutrix                       | 1. Legion Adiutrix                     | Occidentis XXXIII: Dux provinciae Valeriae                          | Bregtione                                                                  |
| Legio secunda Adiutrix                     | 2. Legion Adiutrix                     | Occidentis XXXIII                                                   | Acinco, Aliscae, Cirpi, Florentiae, in castello contra Tautantum, Lussonio |
| Legio quintadecima Apollinaris             | 15. Legion Apollinaris                 | Orientis XXXVIII: Dux Armeniae                                      | Satala                                                                     |
| Legio secunda Augusta                      | 2. Legion Augusta                      | Occidentis XXVIII: Comes litoris Saxonici per Britanniam            | Rutupis                                                                    |
| Legio septima Claudia                      | 7. Legion Claudia                      | Orientis XLI: Dux Moesiae primae                                    | Cuppis                                                                     |
| Legio undecima Claudia                     | 11. Legion Claudia                     | Orientis XL: Dux Moesiae secundae                                   | Durostoro, Transmariscae                                                   |
| Legio tertia Cyrenaica                     | 3. Legion Cyrenaica                    | Orientis XXXVII: Dux Arabiae                                        | Bostra                                                                     |
| Legio tertia Diocletiana                   | 3. Legion Diocletiana                  | Orientis XXVIII: Comes limitis Aegypti Orientis XXXI: Dux Thebaidos | Andro Ombos, Thebas                                                        |
| Legio quarta Flavia                        | 4. Legion Flavia                       | Orientis XLI                                                        | Singiduno                                                                  |
| Legio secunda Flavia Constantia Thebaeorum | 2. Legion Flavia Constantia Thebaeorum | Orientis XXXI                                                       | Cusas                                                                      |
| Legio sextaedecima Flavia firma            | 16. Legion Flavia firma                | Orientis XXXIII: Dux Syriae                                         | Sura                                                                       |
| Legio decima Fretensis                     | 10. Legion Fretensis                   | Orientis XXXIV: Dux Palaestinae                                     | Ailae                                                                      |
| Legio duodecima fulminata                  | 12. Legion fulminata                   | Orientis XXXVIII                                                    | Melitena                                                                   |
| Legio tertia Gallica                       | 3. Legion Gallica                      | Orientis XXXII: Dux Foenicis                                        | Danaba                                                                     |
| Legio decima Gemina                        | 10. Legion Gemina                      | Occidentis XXXIV: Dux Pannoniae primae                              | Vindomarae                                                                 |
| Legio tertiadecima Gemina                  | 13. Legion Gemina                      | Orientis XXVIII Orientis XLII: Dux Daciae ripensis                  | Babilona Aegeta, Burgo Novo, Ratiaria, Transdrobeta, Zernis                |
| Legio quartaedecima Gemina                 | 14. Legion Gemina                      | Occidentis XXXIV                                                    | Carnunto                                                                   |
| Legio secunda Herculia                     | 2. Legion Herculia                     | Orientis XXXIX: Dux Scythiae                                        | Axiupoli, Iprosmis, Trosmis                                                |
| Legio sexta Herculia                       | 6. Legion Herculia                     | Occidentis XXXII: Dux Pannoniae                                     | Aureo monte, in castello Onagrino, Teutiborgio                             |
| Legio prima Illyricorum                    | 1. Legion Illyricorum                  | Orientis XXXII                                                      | Palmira                                                                    |
| Legio prima Iovia                          | 1. Legion Iovia                        | Orientis XXXIX                                                      | Accisso, Inplateypegiis, Nouioduno                                         |
| Legio quinta Iovia                         | 5. Legion Iovia                        | Occidentis XXXII                                                    | Bononiae, Burgenas, in castello Onagrino                                   |
| Legio secunda Isaura                       | 2. Legion Isaura                       | Orientis XXIX: Comes per Isauriam                                   |                                                                            |
| Legio tertia Isaura                        | 3. Legion Isaura                       | Orientis XXIX                                                       |                                                                            |
| Legio prima Italica                        | 1. Legion Italica                      | Orientis XL                                                         | Nouas, Sexagintaprista                                                     |
| Legio secunda Italica                      | 2. Legion Italica                      | Occidentis XXXIV                                                    | Ioviaco, Lauriaco, Lentiae                                                 |
| Legio tertia Italica                       | 3. Legion Italica                      | Occidentis XXXV: Dux Raetiae                                        | Cambidano, Castra Regina nunc Vallato, Foetibus, Submuntorio, Teriolis     |
| Legio quinta Macedonica                    | 5. Legion Macedonica                   | Orientis XXVIII Orientis XLII                                       | Memfi Cebro, Oesco, Sucidava, Variniana                                    |
| Legio quarta Martia                        | 4. Legion Martia                       | Orientis XXXVII                                                     | Betthoro                                                                   |
| Legio prima Maximiana                      | 1. Legion Maximiana                    | Orientis XXXI                                                       | Filas                                                                      |
| Legio prima Parthica Nisibena              | 1. Legion Parthica Nisibena            | Orientis XXXVI: Dux Mesopotamiae                                    | Constantina                                                                |
| Legio prima Noricorum                      | 1. Legion Noricorum                    | Occidentis XXXIV                                                    | Adiuvense, Fafianae                                                        |
| Legio secunda Parthica                     | 2. Legion Parthica                     | Orientis XXXVI                                                      | Constantina                                                                |
| Legio quarta Parthica                      | 4. Legion Parthica                     | Orientis XXXV: Dux Osrhoenae                                        | Circesio                                                                   |
| Legio prima Pontica                        | 1. Legion Pontica                      | Orientis XXXVIII                                                    | Trapezunta                                                                 |
| Legio quarta Scythica                      | 4. Legion Scythica                     | Orientis XXXIII                                                     | Oresa                                                                      |
| Legio secunda Traiana                      | 2. Legion Traiana                      | Orientis XXVIII Orientis XXXI                                       | Parembole Apollonos superioris                                             |
| Legio prima Valentiniana                   | 1. Legion Valentiniana                 | Orientis XXXI                                                       | Copto                                                                      |
| Legio secunda Valentiniana                 | 2. Legion Valentiniana                 | Orientis XXXI                                                       | Hermunthi                                                                  |

### Legiones palatinae (Westreich)
| Name                            | Beschreibung                                                       | Abschnitt                                          | Stationierungsorte |
| ------------------------------- | ------------------------------------------------------------------ | -------------------------------------------------- | ------------------ |
| Ioviani seniores                | die Legion des Jupiter, die ältere                                 | Orientis – V XXIV: Magister peditum, Comes Italiae |                    |
| Herculiani seniores             | die Legion des Herkules, die ältere                                | Orientis – V XXIV: Magister peditum, Comes Italiae |                    |
| Divitenses seniores             | die Divitianer, die älteren                                        | Orientis – V XXIV: Magister peditum, Comes Italiae | Divitia            |
| Tongrecani seniores             | die Tungrer, die älteren (22. Legion Primigenia)                   | Orientis – V XXIV: Magister peditum, Comes Italiae | Mogontiacum        |
| Pannoniciani seniores           | die Pannonier, die älteren                                         | Orientis – V XXIV: Magister peditum, Comes Italiae |                    |
| Moesiaci seniores               | die Mösier, die älteren (1. Legion Italica)                        | Orientis – V XXIV: Magister peditum, Comes Italiae | Novas, Prista      |
| Lanciarii Sabarienses           | die Speerwerfer aus Sabaria (13. Legion Gemina)                    | Orientis – V VII: Magistro equitum Galliarum       | Sabaria            |
| Octavani                        | die Achter (8. Legion Augusta)                                     | Orientis – V XXIV: Magister peditum, Comes Italiae | Argentoratum       |
| Thebaei                         | die Thebäer                                                        | Orientis – V XXIV: Magister peditum, Comes Italiae |                    |
| Cimbriani                       | die Cimbrianer (1. Legion Italica oder 11. Legion Claudia)         | Orientis – V XXV: Comes Africae                    | Canlia             |
| Armigeri propugnatores seniores | die Gepanzerten, die Verteidiger, die älteren (1. Legion Minervia) | Orientis – V XXV: Comes Africae                    |                    |
| Armigeri propugnatores iuniores | die Gepanzerten, die Verteidiger, die jüngeren                     | Orientis – V XXV: Comes Africae                    |                    |

## Numeri
| Name                                  | Beschreibung                          | Abschnitt                                                | Stationierungsorte           |
| ------------------------------------- | ------------------------------------- | -------------------------------------------------------- | ---------------------------- |
| Numerus Abulcorum                     | Numerus Abulcorum                     | Occidentis XXVIII: Comes litoris Saxonici per Britanniam | Anderidos                    |
| Numerus bar[bari]cariorum             | Numerus der Bootsleute                | Occidentis XXXV: Dux Raetiae                             | Confluentibus sive Brecantia |
| Numerus barcariorum Tigrisiensium     | Numerus der Bootsleute Tigrisiensium  | Occidentis XL: Dux Britanniarum                          | Arbeia                       |
| Numerus defensorum                    | Numerus defensorum                    | Occidentis XL                                            | Barboniaco                   |
| Numerus directorum                    | Numerus directorum                    | Occidentis XL                                            | Verteris                     |
| Numerus exploratorum                  | Numerus der Kundschafter              | Occidentis XXVIII Occidentis XL                          | Portum Adurni Lavatres       |
| Numerus Fortensium                    | Numerus Fortensium                    | Occidentis XXVIII                                        | Othonae                      |
| Numerus Longovicanorum                | Numerus Longovicanorum                | Occidentis XL                                            | Longovicio                   |
| Numerus Maurorum Aurelianorum         | Numerus der Mauren Aurelianorum       | Occidentis XL                                            | Aballaba                     |
| Numerus Nerviorum Dictensium          | Numerus der Nervier Dictensium        | Occidentis XL                                            | Dicti                        |
| Numerus Pacensium                     | Numerus Pacensium                     | Occidentis XL                                            | Magis                        |
| Numerus Solensium                     | Numerus Solensium                     | Occidentis XL                                            | Maglone                      |
| Numerus supervenientium Petueriensium | Numerus supervenientium Petueriensium | Occidentis XL                                            | Derventione                  |
| Numerus Turnacensium                  | Numerus Turnacensium                  | Occidentis XXVIII                                        | Lemannis                     |
| Numerus vigilum                       | Numerus vigilum                       | Occidentis XL                                            | Concangios                   |

## Sonstige
| Name                                       | Beschreibung                                  | Abschnitt                                                                                            | Stationierungsorte                                                                 |
| ------------------------------------------ | --------------------------------------------- | --- | ---------------------------------------------------------------------------------- |
| Auxilia ascarii                            | Auxilia ascarii                               | Occidentis XXXII: Dux Pannoniae                                                                      | Tauruno sive Marsonia                                                              |
| Auxilia Augustensia                        | Auxilia Augustensia                           | Occidentis XXXII                                                                                     | contra Bononiam in barbarico in castello Onagrino                                  |
| Auxilium Aureomontanum                     | Auxilium Aureomontanum                        | Orientis XLI: Dux Moesiae primae                                                                     | Tricornio                                                                          |
| Auxilium Claustrinorum                     | Auxilium Claustrinorum                        | Orientis XLII: Dux Daciae ripensis                                                                   | Transluco                                                                          |
| Auxilium Crispitiense                      | Auxilium Crispitiense                         | Orientis XLII                                                                                        | Crispitia                                                                          |
| Auxilium Cuppense                          | Auxilium Cuppense                             | Orientis XLI                                                                                         | Cuppis                                                                             |
| Auxilium primorum Daciscorum               | Auxilium primorum Daciscorum                  | Orientis XLII                                                                                        | Drobeta                                                                            |
| Auxilium secundorum Daciscorum             | Auxilium secundorum Daciscorum                | Orientis XLII                                                                                        | Burgo Zono                                                                         |
| Auxilia Fortensia                          | Auxilia Fortensia                             | Occidentis XXXIII: Dux provinciae Valeriae                                                           | Cirpe                                                                              |
| Auxilium Gratianense                       | Auxilium Gratianense                          | Orientis XLI                                                                                         | Gratiana                                                                           |
| Auxilia Herculensia                        | Auxilia Herculensia                           | Occidentis XXXII Occidentis XXXIII                                                                   | ad Herculem Ad Herculem                                                            |
| Auxilia insidiatorum                       | Auxilia insidiatorum                          | Occidentis XXXIII                                                                                    | Cardabiaca                                                                         |
| Auxilium Margense                          | Auxilium Margense                             | Orientis XLI                                                                                         | Margo                                                                              |
| Auxilium Mariensium                        | Auxilium Mariensium                           | Orientis XLII                                                                                        | Oesco                                                                              |
| Auxilium Miliarensium                      | Auxilium Miliarensium                         | Orientis XLII                                                                                        | Transalba                                                                          |
| Auxilia Novensia                           | Auxilia Novensia                              | Occidentis XXXII                                                                                     | Arsaciana sive Novas                                                               |
| Auxiliares Novenses                        | Auxiliares Novenses                           | Orientis XLI                                                                                         | Ad Novas                                                                           |
| Auxilia Praesidentia                       | Auxilia Praesidentia                          | Occidentis XXXII                                                                                     | in castris Herculis                                                                |
| Auxiliares reginenses                      | Auxiliares reginenses                         | Orientis XLI                                                                                         | contra Reginam                                                                     |
| Auxilium Taliatense                        | Auxilium Taliatense                           | Orientis XLI                                                                                         | Taliata                                                                            |
| Auxiliares Tricornienses                   | Auxiliares Tricornienses                      | Orientis XLI                                                                                         | Tricornio                                                                          |
| Auxilia Ursarensia                         | Auxilia Ursarensia                            | Occidentis XXXIII                                                                                    | Pone Navata nunc Ad Statuas                                                        |
| Auxilia vigilum                            | Auxilia vigilum                               | Occidentis XXXIII                                                                                    | contra Acinco [tras] in barbarico                                                  |
| Classis Aegetensium sive secunda Pannonica | 1. Flotte Aegetensium oder die 2. Pannonische | Occidentis XXXII                                                                                     | Sisciae                                                                            |
| Classis Arlapensis et Maginensis           | Flotte Arlapensis et Maginensis               | Occidentis XXXIV: Dux Pannoniae primae                                                               |                                                                                    |
| Classis prima Flavia Augusta               | 1. Flotte die Flavische die Augusteische      | Occidentis XXXII                                                                                     | Sirmi                                                                              |
| Classis secunda Flavia                     | 2. Flotte die Flavische                       | Occidentis XXXII                                                                                     | Graio                                                                              |
| Classis Histricae                          | Flotte Donau                                  | Occidentis XXXII Occidentis XXXIII Occidentis XXXIV: Dux Pannoniae primae Orientis XLI Orientis XLII | Mursae Florentiae Arrunto sive Vindomanae [a Carnunto translata] Viminacio Aegetae |
| Classis Lauriacensis                       | Flotte Lauriacensis                           | Occidentis XXXIV                                                                                     |                                                                                    |
| Classis prima Pannonica                    | 1. Flotte die Pannonische                     | Occidentis XXXII                                                                                     | Servitii                                                                           |
| Classis Ratianensis                        | Flotte Ratianensis                            | Orientis XLII                                                                                        |                                                                                    |
| Classis Sambricae                          | Flotte Sambricae                              | Occidentis XXXVIII: Dux Belgicae secundae                                                            | in loco Quartensi sive Hornensi                                                    |
| Classis Stradensis et Germensis            | Flotte Stradensis et Germensis                | Orientis XLI                                                                                         | Margo                                                                              |
| gens Marcomannorum                         | gens Marcomannorum                            | Occidentis XXXIV                                                                                     |                                                                                    |
| gens per Raetias deputata                  | gens per Raetias deputata                     | Occidentis XXXV: Dux Raetiae                                                                         | Teriolis                                                                           |
| Milites Acincensium                        | Soldaten Acincensium                          | Occidentis XLI: Dux Mogontiacensis                                                                   | Antonaco                                                                           |
| Milites Anderetianorum                     | Soldaten Anderetianorum                       | Occidentis XLI                                                                                       | Vico Iulio                                                                         |
| Milites armigerorum                        | Soldaten armigerorum                          | Occidentis XLI                                                                                       | Mogontiaco                                                                         |
| Milites balistariorum                      | Soldaten balistariorum                        | Occidentis XLI                                                                                       | Bodobrica                                                                          |
| Milites Bingensium                         | Soldaten Bingensium                           | Occidentis XLI                                                                                       | Bingio                                                                             |
| Milites Calcariensium                      | Soldaten Calcariensium                        | Occidentis XXXII                                                                                     | Sirmi                                                                              |
| Milites Carronensium                       | Soldaten Carronensium                         | Occidentis XXXVII: Dux tractus Armoricani                                                            | Blabia                                                                             |
| Milites Cimbriani                          | Soldaten Cimbriani                            | Orientis XL: Dux Moesiae secundae                                                                    | Cimbrianis                                                                         |
| Milites Constantini                        | Soldaten Constantini                          | Orientis XL                                                                                          | Trimammio                                                                          |
| Milites primi Constantini                  | Soldaten primi Constantini                    | Orientis XXXIX                                                                                       | Nouioduro                                                                          |
| Milites secundi Constantini                | Soldaten secundi Constantini                  | Orientis XXXIX                                                                                       | Trosmis                                                                            |
| Milites quarti Constantiani                | Soldaten quarti Constantiani                  | Orientis XL                                                                                          | Durostoro                                                                          |
| Milites quinti Constantini                 | Soldaten quinti Constantini                   | Orientis XXXIX                                                                                       | Salsouia                                                                           |
| Milites Dacisci                            | Soldaten Dacisci                              | Orientis XL                                                                                          | Mediolana                                                                          |
| Milites Dalmatarum                         | Soldaten der Dalmater                         | Occidentis XXXVII                                                                                    | Abrincatis                                                                         |
| Milites defensorum                         | Soldaten defensorum                           | Occidentis XLI                                                                                       | Confluentibus                                                                      |
| Milites exploratorum                       | Soldaten exploratorum                         | Orientis XLI Orientis XLII                                                                           | Novis, Taliatae, Zmirnae Transdiernis                                              |
| Milites primae Flaviae                     | Soldaten primae Flaviae                       | Occidentis XXXVII                                                                                    | Benetis                                                                            |
| Milites secundae Flaviae                   | Soldaten secundae Flaviae                     | Occidentis XLI                                                                                       | Vangiones                                                                          |
| Milites Fortenses                          | Soldaten Fortenses                            | Occidentis XXXI: Dux provinciae Tripolitanae                                                         | in castris Leptitanis                                                              |
| Milites Grannonensium                      | Soldaten Grannonensium                        | Occidentis XXXVII                                                                                    | Grannono                                                                           |
| Milites primi Gratianenses                 | Soldaten primi Gratianenses                   | Orientis XXXIX                                                                                       | Gratiana                                                                           |
| Milites Latavienses                        | Soldaten Latavienses                          | Occidentis XXXVI: Dux provinciae Sequanicae                                                          | Olitione                                                                           |
| Milites Martensium                         | Soldaten Martensium                           | Occidentis XXXVII Occidentis XLI                                                                     | Aleto Alta Ripa                                                                    |
| Milites Maurorum Benetorum                 | Soldaten der Mauren Benetorum                 | Occidentis XXXVII                                                                                    | Benetis                                                                            |
| Milites Maurorum Osismiacorum              | Soldaten der Mauren Osismiacorum              | Occidentis XXXVII                                                                                    | Osismis                                                                            |
| Milites Menapiorum                         | Soldaten der Menapier                         | Occidentis XLI                                                                                       | Tabernis                                                                           |
| Milites Miliarenses                        | Soldaten Miliarenses                          | Orientis XXXI: Dux Thebaidos                                                                         | Syene                                                                              |
| Milites Moesiaci                           | Soldaten Moesiaci                             | Orientis XL                                                                                          | Teglicio                                                                           |
| Milites primi Moesiaci                     | Soldaten primi Moesiaci                       | Orientis XL                                                                                          | Candidiana                                                                         |
| Milites Munifices                          | Soldaten Munifices                            | Occidentis XXXI                                                                                      | in castris Madensibus                                                              |
| Milites navclarii                          | Soldaten navclarii                            | Orientis XXXIX: Dux Scythiae                                                                         | Flaviana                                                                           |
| Milites tertii navclarii                   | Soldaten tertii navclarii                     | Orientis XL                                                                                          | Appiaria                                                                           |
| Milites navclarii Altinenses               | Soldaten navclarii Altinenses                 | Orientis XL                                                                                          | Altino                                                                             |
| Milites Nerviorum                          | Soldaten der Nervier                          | Occidentis XXXVIII                                                                                   | Portu Epatiaci                                                                     |
| Milites Novenses                           | Soldaten Novenses                             | Orientis XL                                                                                          | Transmariscae                                                                      |
| Milites Pacensium                          | Soldaten Pacensium                            | Occidentis XLI                                                                                       | Saletione                                                                          |
| Milites praeventores                       | Soldaten praeventores                         | Orientis XL                                                                                          | Ansamo                                                                             |
| Milites Scythici                           | Soldaten Scythici                             | Orientis XXXIX                                                                                       | Carso, Dirigothia                                                                  |
| Milites superventores                      | Soldaten superventores                        | Orientis XXXIX                                                                                       | Axiupoli                                                                           |
| Milites superventorum                      | Soldaten superventorum                        | Occidentis XXXVII                                                                                    | Mannatias                                                                          |
| Milites Tungrecanorum                      | Soldaten Tungrecanorum                        | Occidentis XXVIII: Comes litoris Saxonici per Britanniam                                             | Dubris                                                                             |
| Milites Ursariensium                       | Soldaten Ursariensium                         | Occidentis XXXV: Dux Raetiae Occidentis XXXVII                                                       | Guntiae Rotomago                                                                   |
| Milites Vincentiensium                     | Soldaten Vincentiensium                       | Orientis XLI                                                                                         | Laedemata                                                                          |
| Milites vindicum                           | Soldaten vindicum                             | Occidentis XLI                                                                                       | Nemetis                                                                            |